# 玄甲軍
玄甲軍，是唐朝李世民成立的一支部隊。這支軍隊為他贏得「天可汗」的稱號。

## 歷史
玄甲軍由精銳強壯的士兵組成。因為軍隊士兵皆身穿黑色戰衣，所以取名「玄甲軍」。唐太宗李世民未即位前派遣秦叔寶、程知節、尉遲敬德、翟長孫等大將負責統領玄甲軍。每當戰事發生時，李世民會以主帥身份出征當前峰，所向無敵。軍隊的勇猛可見於唐朝初年發生的一場戰役夏虎牢之戰之中。李氏率領3500名玄甲兵與十幾萬夏軍對峙。另外，他又曾以1000名玄甲兵大破隋朝末年群雄王世充，斬其俘虜6000餘人。而在虎牢關之戰中，竇建德率領十餘萬人支援王世充，李世民僅用了3500名玄甲兵為前鋒到虎牢關增援，並大破竇建德。時在洛陽的王世充亦都同樣被翦滅。在唐高祖武德二年（619年）三月，玄甲兵於柏壁之戰協助平定北方劉武周以及宋金剛的割據勢力。詩人白居易《七德舞》曾寫道：「太宗十八舉義兵，白旄黃鉞定兩京。擒充戮竇四海清，二十有四功業成。」可見玄甲軍平定亂局有功，而且屢立軍功。